# Bystřička (železniční zastávka)
Bystřička je železniční zastávka a nákladiště (někdejší železniční stanice), která se nachází ve východní části obce Bystřička v okrese Vsetín. Leží v km 32,630 elektrizované dvoukolejné železniční trati Hranice na Moravě – Púchov mezi stanicemi Valašské Meziříčí a Jablůnka.

## Historie
Stanice byla dána do provozu v roce 1937, tehdy pod názvem Růžďka. V letech 1939-1945 se používalo dvojjazyčné označení Rauschka / Růžďka. V letech 1945–1951 se krátce používalo jméno pojmenování Bystřička přehrada, poté již název Bystřička. V 60. letech 20. století byla v zastávce vybudována nová atypická budova (některé zdroje udávají výstavbu budovy již v 50. letech).

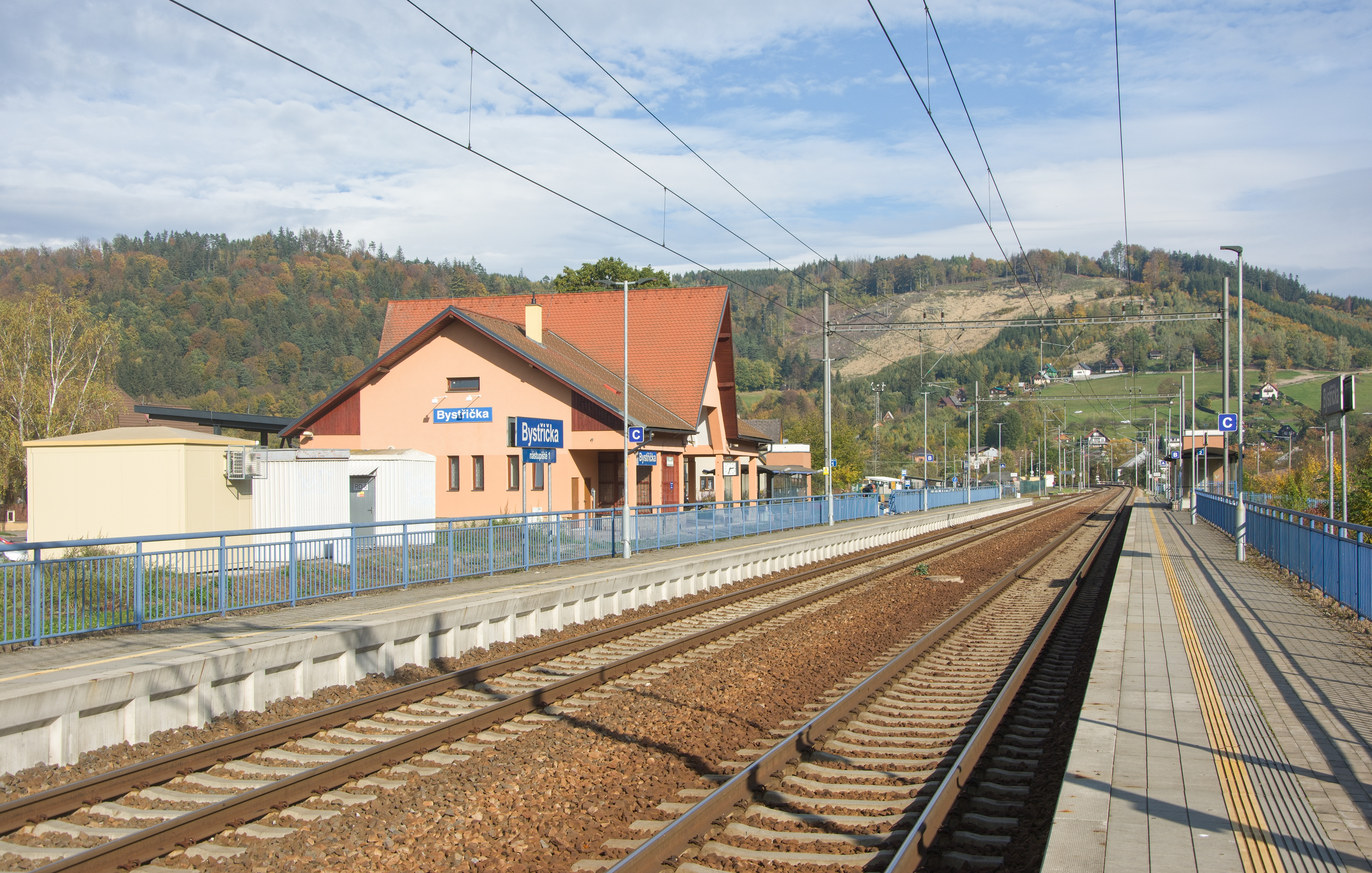
Nástupiště zastávky

V letech 2015 až 2016 byla zastávka včetně budovy opravena v rámci rekonstrukce trati. V roce 2020 byl přednádražní prostor přestavěn na dopravní terminál s nástupišti autobusů, parkovištěm a kolárnou. Nádražní budova je majetkem státu ve správě Správy železnic a má ji pronajatou obec Bystřička. Obec deklarovala snahu o získání budovy do svého majetku.

## Popis zastávky a nákladiště
Zastávkou prochází dvě traťové koleje (č. 1 a 2), u budovy se nachází manipulační kolej č. 3 o užitečné délce 181 m. Manipulační kolej nemá trakční vedení a je zapojena do traťové koleje č. 1 oboustranně dvěma výhybkami (č. 1 na jablůnecké straně a č. 5 na valašskomeziříčské straně).
Na straně ve směru na Jablůnku odbočuje z manipulační koleje výhybkou č. 2 vlečka VALSTEEL Bystřička. Vlečka má stavební délku 136 metrů a jejím provozovatelem je společnost ALLCORA Česká Třebová. V Bystřičce byla ještě další vlečka o stavební délce 395 m, která byla zrušena k 20. květnu 2017.

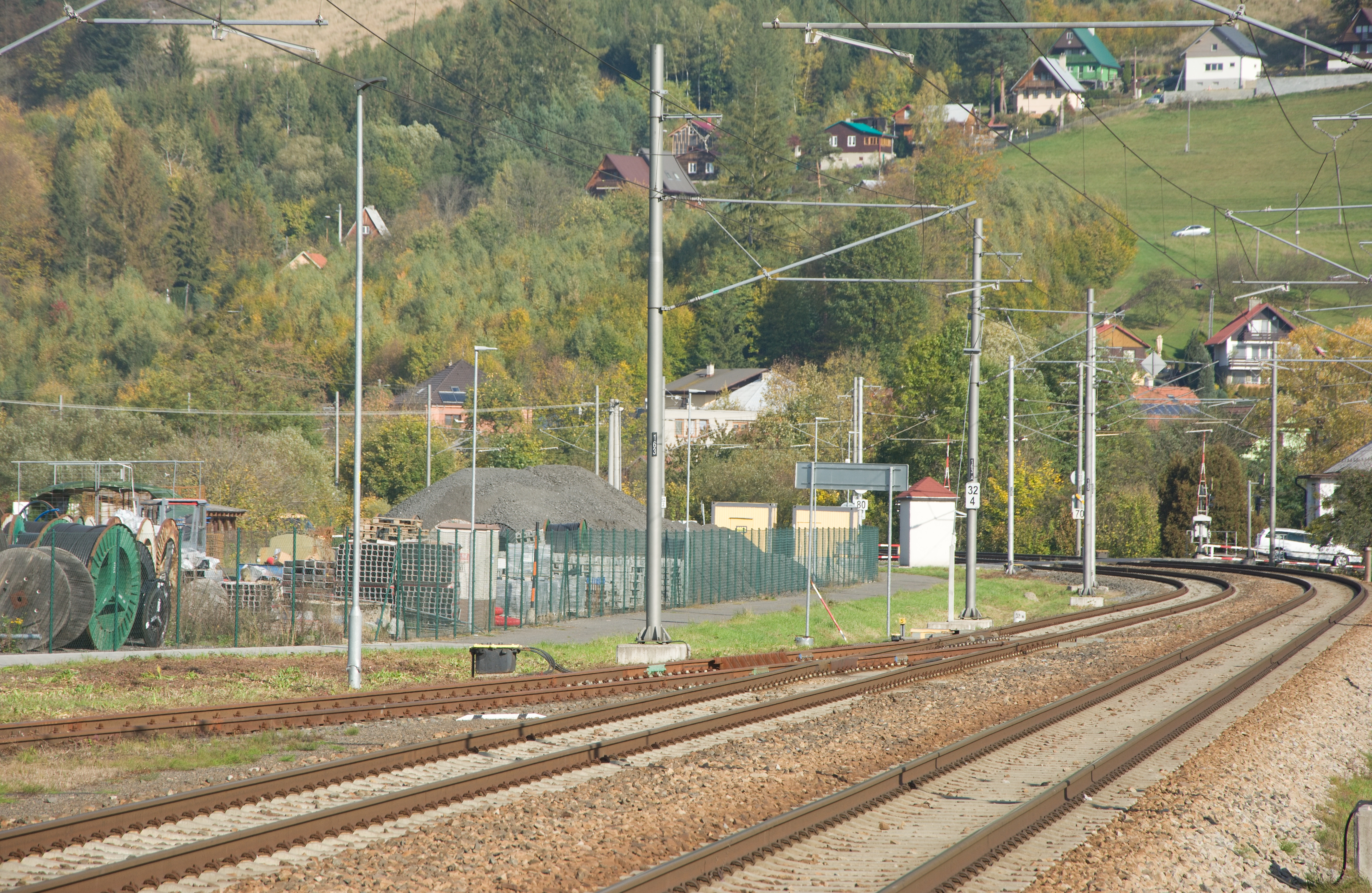
Odbočná výhybka č. 5 a pohled na trať ve směru na V. Meziříčí

Všechny tři výhybky jsou vybaveny elektromotorickým přestavníkem a jsou obsluhovány místně z pomocných stavědel. Nákladiště je vybaveno reléovým zabezpečovacím zařízením (RZZ), které je navázáno na automatický blok mezi stanicemi Jablůnka a Valašské Meziříčí, jakož i na reléová stavědla v těchto stanicích. Nákladiště je obsluhováno vlaky ze strany od Valašského Meziříčí bez uvolnění traťové koleje. Vlaku je před odjezdem z Valašského Meziříčí vydán traťový klíč, do jeho opětovného uzamčení do zámku v panelu RZZ ve Valašském Meziříčí není možné postavit vlakovou cestu pro jiný vlak na traťovou kolej č. 1.
V zastávce jsou u traťových kolejí zřízena vnější nástupiště, obě o délce 140 m a s výškou nástupní hrany 550 mm nad temenem kolejnice. Přístup na 2. nástupiště je pomocí podchodu. Přístup od budovy na obě nástupiště je bezbariérový, osobám s omezenou schopností pohybu slouží výtahy. Před rekonstrukcí v letech 2015–2016 měla nástupiště nástupní hranu ve výšce 250 mm.